# Invisible Island
Invisible Island (englisch für Unsichtbare Insel) ist eine kleine, grasbewachsene Insel in der Bay of Isles an der Nordküste Südgeorgiens. Sie liegt unmittelbar südöstlich von Crescent Island und Mollyhawk Island.
Der US-amerikanische Ornithologe Robert Cushman Murphy kartierte sie bei seiner Reise mit der Brigg Daisy (1912–1913). Wissenschaftler der britischen Discovery Investigations nahmen von 1929 bis 1930 eine geodätische Vermessung der Insel vor und gaben ihr vermutlich auch ihren Namen.